# Bojan Sanković
Bojan Sanković (Cyrillic: Бојан Санковић; sinh 21 tháng 11 năm 1993) là một cầu thủ bóng đá Montenegro thi đấu cho Újpest FC.

## Thống kê câu lạc bộ
| Câu lạc bộ          | Mùa giải | Giải vô địch | Giải vô địch | Cúp     | Cúp       | Cúp Liên đoàn | Cúp Liên đoàn | Châu Âu | Châu Âu   | Tổng    | Tổng      |
| Câu lạc bộ          | Mùa giải | Số trận      | Bàn thắng    | Số trận | Bàn thắng | Số trận       | Bàn thắng     | Số trận | Bàn thắng | Số trận | Bàn thắng |
| ------------------- | -------- | ------------ | ------------ | ------- | --------- | ------------- | ------------- | ------- | --------- | ------- | --------- |
| Mladost             |          |              |              |         |           |               |               |         |           |         |           |
| 2012–13             | 28       | 0            | 4            | 0       | 0         | 0             | 0             | 0       | 1         | 0       |           |
| 2013–14             | 0        | 0            | 0            | 0       | 0         | 0             | 5             | 0       | 5         | 0       |           |
| Tổng                | 28       | 0            | 4            | 0       | 0         | 0             | 5             | 0       | 37        | 0       |           |
| Újpest              |          |              |              |         |           |               |               |         |           |         |           |
| 2013–14             | 17       | 0            | 5            | 1       | 4         | 0             | 0             | 0       | 26        | 1       |           |
| 2014–15             | 0        | 0            | 0            | 0       | 1         | 0             | 0             | 0       | 1         | 0       |           |
| Tổng                | 17       | 0            | 5            | 1       | 5         | 0             | 0             | 0       | 27        | 1       |           |
| Tổng cộng sự nghiệp |          | 45           | 0            | 9       | 1         | 5             | 0             | 5       | 0         | 64      | 1         |

Cập nhật theo các trận đấu đã diễn ra tính đến ngày 3 tháng 9 năm 2014.

## Danh hiệu
Újpest
- Cúp bóng đá Hungary (1): 2013–14